# Rozgart (przystanek kolejowy)
Rozgart – zlikwidowany wąskotorowy przystanek osobowy w Rozgarcie, w gminie Gronowo Elbląskie, w powiecie elbląskim, w województwie warmińsko-mazurskim. Położony był na linii kolejowej z Malborka Kałdowa Wąskotorowego do Świetlik. Odcinek do Stalewa został otwarty w październiku 1909 roku.